# Frauen in der Nacht
Frauen in der Nacht (Originaltitel: Girls in the Night) ist ein US-amerikanischer Film aus dem Jahr 1953 von Jack Arnold. Der Film basiert auf einer Geschichte von Ray Buffum, der auch das Drehbuch schrieb. Der Film kam am 5. Juni 1953 in die deutschen Kinos.

## Handlung
Die junge Hannah Haynes lebt mit ihrem älteren Bruder Chuck, ihrer jüngeren Schwester und ihren Eltern in ärmlichen Verhältnissen in einer billigen Mietskaserne im East Side Slumviertel von New York City.
Der Vater möchte gerne ein Haus in Astoria, auf der anderen Seite des East River beziehen, um seine Familie aus dem Ghetto zu holen. 
Nach langer Suche findet er einen Job, wird allerdings von einem Lastwagen angefahren und kann die Stellung aufgrund der schweren Verletzung nicht antreten.
Der halbstarke Irv aus der Nachbarschaft flirtet regelmäßig mit Hannah, sehr zum Unmut ihres Freundes, des Autowäschers Joe. Dies führt zu heftigen Streitereien zwischen den Jugendlichen. Die skrupellose Vera ist ihrerseits in Irv verliebt, der ihre Sehnsüchte aber nicht erwidert.
Zufällig belauscht Vera ein Gespräch zwischen Hannahs Bruder und seiner Freundin Georgie, die mitbekommen haben, dass der alte Bettler Minosa seine Blindheit nur vortäuscht und reichlich Geld in seiner Behausung gehortet hat. Chuck und Georgie planen, den alten Mann auszurauben.
Um seine Zuneigung zu gewinnen, berichtet Vera Irv davon und überredet ihn, bei Minosa einzubrechen. In der Bretterbude des alten Mannes angekommen werden die beiden von Minosa überrascht. Irv erschießt den Bettler und flieht mit Vera ohne das Geld. Vera versteckt die Waffe und gibt Irv ein Alibi.
Chuck und Georgia setzen ihren Plan erst nach dem Mord um, sie stehlen 600 Dollar, ohne die Leiche zu entdecken.
Vera versucht daraufhin, Chuck und Georgia zu erpressen, für 2.000 US-Dollar Schweigegeld würde sie die Polizei nicht informieren.
Als Chuck schließlich unter Mordverdacht gerät, umgarnt Hannah Irv, um die Wahrheit zu erfahren. Daraufhin widerruft die eifersüchtige Vera ihre Aussage bei der Polizei und belastet Irv.
In einer ehemaligen Brauerei eskaliert die Situation schließlich, nur durch das rechtzeitige Eintreffen der Polizei wird Irv daran gehindert, Vera vor Wut zu erwürgen. Der Junge flüchtet, verfolgt von Chuck stürzt er von einem oberen Gang in der alten Fabrik und stirbt durch den Stromschlag einer Hochspannungsleitung. Chuck erhält nach Rückgabe des gestohlenen Geldes nur eine Bewährungsstrafe. Der Familie gelingt es schließlich, aus dem Ghetto nach Astoria zu ziehen.

## Rezeption
Das Lexikon des internationalen Films beschrieb das Werk als „Ein unsensationeller realistischer Film mit erschütternden Momenten“.

## Synchronisation
Die deutsche Synchronbearbeitung entstand nach dem Dialogbuch von Fritz A. Koeniger und unter der Dialogregie von Georg Hurdalek in den Ateliers der Berliner Synchron GmbH in Berlin.
| Rolle           | Darsteller      | Synchronsprecher  |
| --------------- | --------------- | ----------------- |
| Alice Haynes    | Glenda Farrell  | Lu Säuberlich     |
| Chuck Haynes    | Harvey Lembeck  | Klaus Schwarzkopf |
| Hannah Haynes   | Patricia Hardy  | Sigrid Lagemann   |
| Irv Kelleher    | Don Gordon      | Klaus Miedel      |
| Georgia Cordray | Joyce Holden    | Inge Landgut      |
| Vera            | Jaclynne Greene | Ursula Diestel    |